# Apteroleiopus jeanneli
Apteroleiopus jeanneli är en skalbaggsart som beskrevs av Stefan von Breuning 1955. Apteroleiopus jeanneli ingår i släktet Apteroleiopus och familjen långhorningar.
Artens utbredningsområde är Kenya. Inga underarter finns listade.